# Cigareetes, Whusky and Wild, Wild Women
Cigareetes, Whusky and Wild, Wild Women er en sang skrevet af Tim Spencer, i det store hele med sangens titel som emne, og om den ruin dette fører med sig.
I 1953 blev den oversat til svensk og derefter optaget af Simon Brehm og fik navnet "Dunder Och Snus". Eddie Meduza lavede en cover som B-side til sin single "Sveriges Kompani (Militärpolka)" i 1984.

## Fandens Oldemor
Der findes en single ved navn "Fandens oldemor" med sang af Ove Sprogøe fra 1966 med melodien fra "Cigareets & Whuskey & Wild, Wild Women". Han sang den dog til Hornbæk-revyen allerede i 1951.